# کتان صورتی کرکین
کتان صورتی کرکین (نام علمی: Linum pubescens) نام یک گونه از تیره کتانیان است.